# 北海北駅
北海北駅（ほっかいきたえき）は中華人民共和国北京市西城区に位置する北京地下鉄6号線の駅である。2012年12月30日に開業した。

## 歴史
- 2012年12月30日 - 開業。

## 駅構造

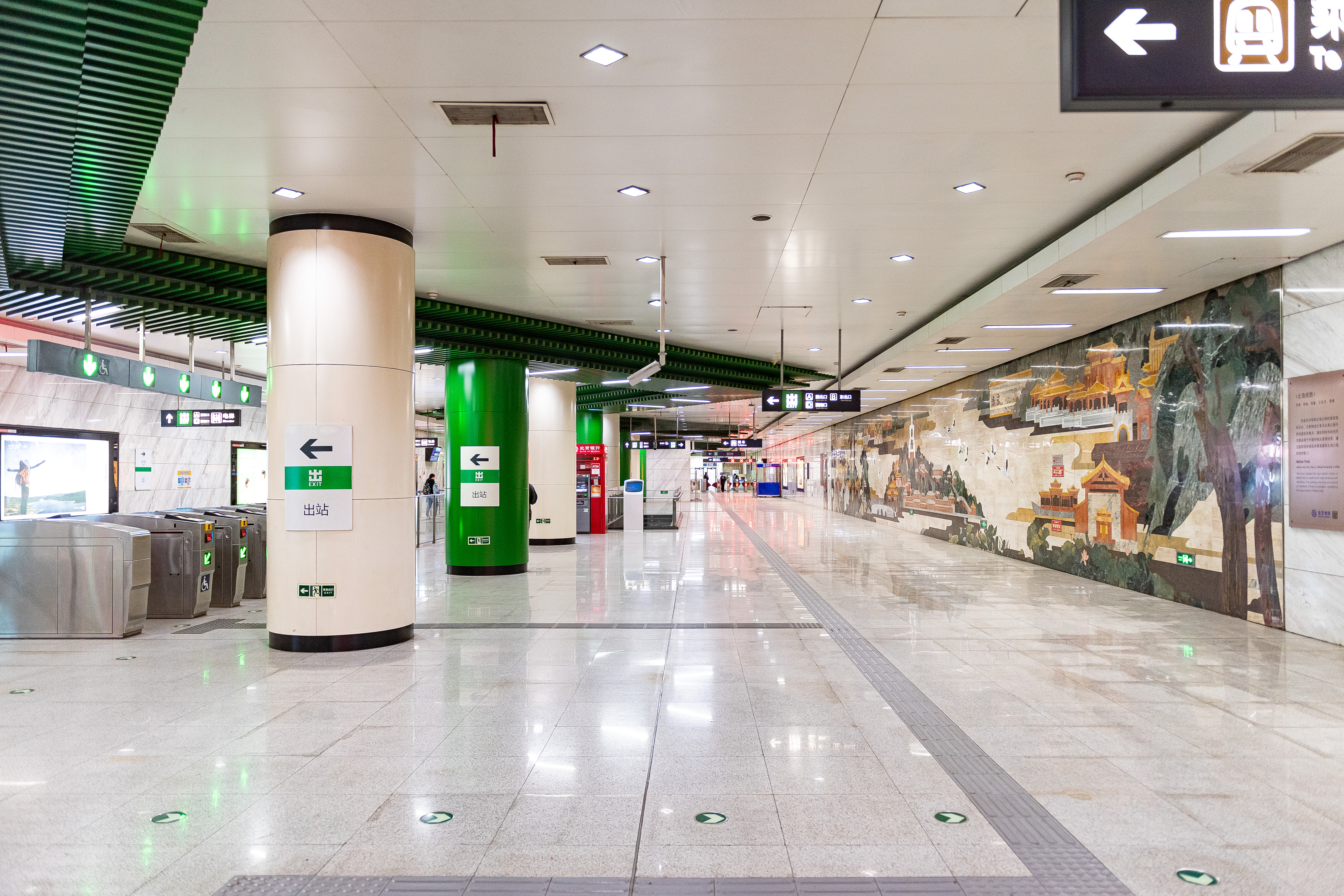
改札階

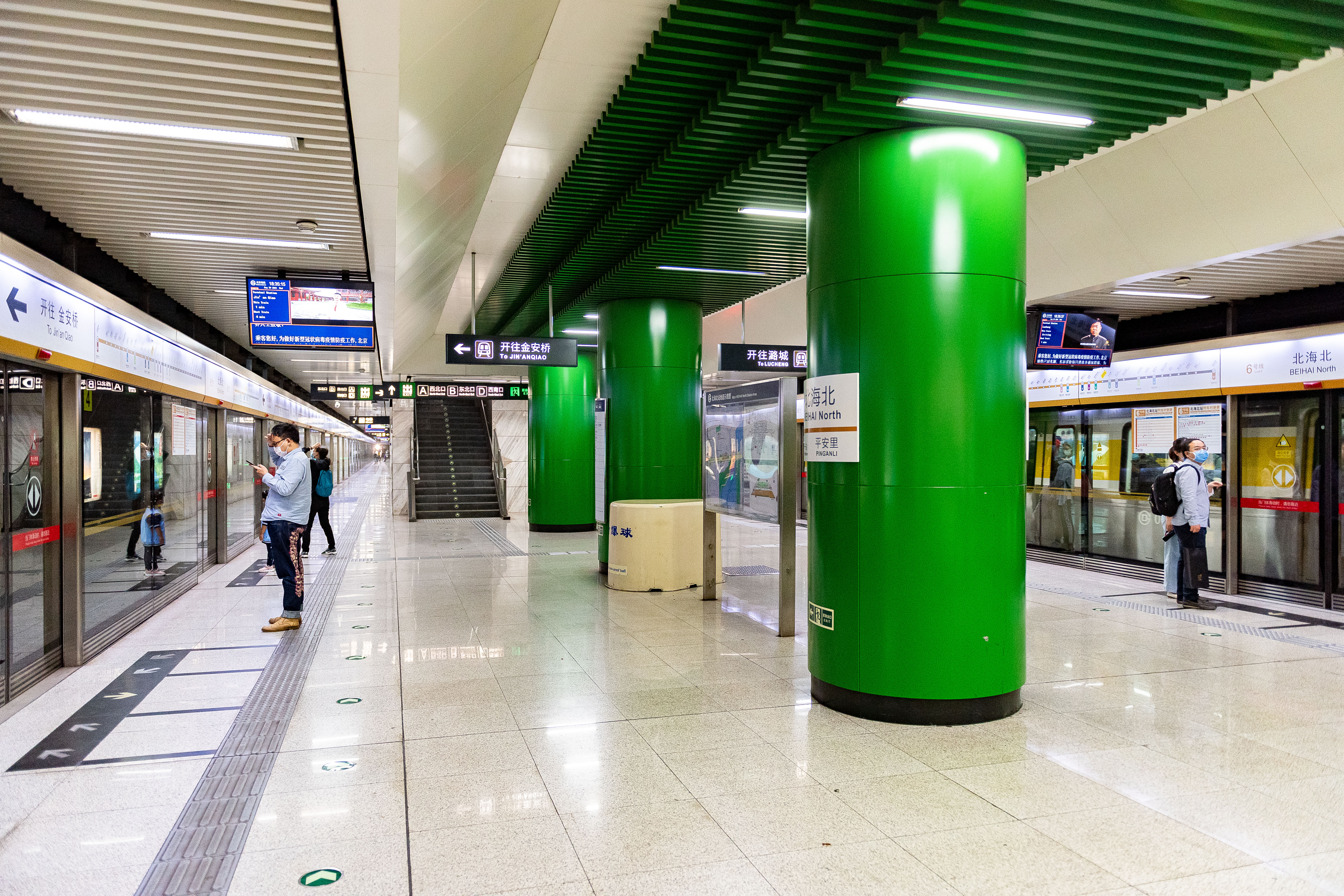
ホーム

島式ホーム1面2線を有する地下駅。ホームドア完備。
| 6号線ホーム | ←■6号線 海淀五路居・苹果園方面 |
| 6号線ホーム | 島式ホーム                     |
| 6号線ホーム | ■6号線 潞城方面→               |

## 駅周辺
- 北海公園
- 賢良祠（中国語版）
- 北京市第4中学（中国語版）

## 隣の駅
北京地下鉄
■6号線
平安里駅 - 北海北駅 - 南鑼鼓巷駅